# Miltiño
Milton Santos de Almeida (Río de Janeiro; 31 de enero de 1928- Rio de Janeiro 7 de septiembre de 2014), más conocido como Miltiño en Latinoamérica y Estados Unidos  y Miltinho en Brasil, fue un cantante brasileño de samba y boleros.

## Carrera

Miltiño en 1972.

Inició su carrera en la década de 1940 como miembro de agrupaciones como Anjos do Inferno, Namorados da Lua, Quatro Ases e Um Curinga, Milionários do Ritmo y Cancioneiros do Luar. En 1960 publicó su primer álbum como solista, Um Novo Astro, dando inicio a una carrera que le valió reconocimiento internacional, llevándolo a grabar también en idioma español. Representó a Brasil en el Festival OTI Internacional 1979 con la canción Conselho, alcanzando el quinto puesto de la competencia.
Falleció en el año 2014 debido a problemas respiratorios.

## Discografía
| Año  | Título                                                                                | Notas                         |
| ---- | ------------------------------------------------------------------------------------- | ----------------------------- |
| 1959 | Billo Miltiño, Doctores en Ritmo                                                      | Con Billo Frómeta             |
| 1960 | Um Novo Astro                                                                         |                               |
| 1960 | Diploma do Astro                                                                      |                               |
| 1961 | Miltinho                                                                              |                               |
| 1962 | Poema do Olhar                                                                        |                               |
| 1962 | Poema do Adeus                                                                        |                               |
| 1963 | Tá Bien                                                                               | Con Pocho Pérez y su Orquesta |
| 1963 | Os Grandes Sucessos de Miltinho                                                       |                               |
| 1963 | Miltinho É Samba                                                                      |                               |
| 1963 | Eu...Miltinho                                                                         |                               |
| 1963 | Mi Propio Yo                                                                          | Con Pocho Pérez               |
| 1964 | Bossa & Blanço                                                                        |                               |
| 1964 | Canção do Nosso Amor                                                                  |                               |
| 1964 | Incomparable                                                                          | Con Pocho Pérez               |
| 1964 | Dulce Veneno                                                                          |                               |
| 1964 | Reprise De Sucessos                                                                   |                               |
| 1965 | El Diablo y Yo                                                                        |                               |
| 1965 | Poema do Fim                                                                          |                               |
| 1965 | Ao Vivo                                                                               |                               |
| 1966 | Su Estilo Y Sus Canciones                                                             |                               |
| 1966 | Samba + Samba = Miltinho                                                              |                               |
| 1967 | Amor de Pobre Rocío                                                                   |                               |
| 1967 | Tu Imagen                                                                             |                               |
| 1967 | Amor de Pobre                                                                         |                               |
| 1967 | Elza, Miltinho e Samba                                                                |                               |
| 1967 | Quanto Mais Samba Melhor                                                              |                               |
| 1968 | Canta En Castellano                                                                   |                               |
| 1968 | As Mulheres de Miltinho                                                               |                               |
| 1968 | Elza, Miltinho e Samba Vol.2                                                          |                               |
| 1968 | Os Grandes Successes do Miltinho Vol.2                                                |                               |
| 1969 | El Rey Del Fraseo                                                                     |                               |
| 1969 | Hablemos de Amor Otra Vez                                                             |                               |
| 1969 | Samba & Cia                                                                           |                               |
| 1970 | El Rey Del Fraseo Vol.2                                                               |                               |
| 1970 | Palabras                                                                              |                               |
| 1970 | Dóris, Miltinho e Charme                                                              |                               |
| 1971 | El Rey Del Fraseo Vol.3                                                               |                               |
| 1971 | Novo Recado                                                                           |                               |
| 1971 | Dóris, Miltinho e Charme Vol.2                                                        |                               |
| 1972 | Dóris, Miltinho e Charme Vol.3                                                        |                               |
| 1974 | Miltinho                                                                              |                               |
| 1974 | Mulher de Trinta, Ri, Menina Moça, Eu E O Rio, E Outrus Sucessos de Miltinho          |                               |
| 1975 | Corazón Vagabundo                                                                     |                               |
| 1977 | Grandes Éxitos                                                                        |                               |
| 1981 | Mis Primeros Éxitos                                                                   |                               |
| 1982 | Ansias                                                                                |                               |
| 1982 | Helena De Lima E Miltinho, Gala Super Apresenta do Melha de Helena de Lima E Miltinho |                               |
| 1986 | Inverno e Verão                                                                       |                               |
| 1987 | Miltinho Sempre                                                                       |                               |
| 1998 | Miltinho Convida                                                                      |                               |
| 1998 | Seleção de Ouro                                                                       |                               |
| 2000 | No Palco Ao Vivo                                                                      |                               |
| 2004 | Retratos                                                                              |                               |
| 2008 | Miltinho, Samba e Balanço                                                             |                               |
| 2009 | Como un Perro                                                                         |                               |
| 2009 | Canción del Alma                                                                      |                               |
| 2009 | Estoy Pensando En Ti                                                                  |                               |
| 2011 | Bossa Nova Hits From Brazil, Agustinho, Simonetti, Maysa, Miltinho                    |                               |
| 2012 | Em Tempo De Bolero                                                                    |                               |
| 2013 | Boleros                                                                               |                               |
| 2014 | Essential Hits                                                                        |                               |
| 2014 | Essential Hits of Miltinho                                                            |                               |
| 2014 | Hits                                                                                  |                               |
| 2016 | O Melhor de Miltinho                                                                  |                               |